# Aextoxicaceae
Aextoxicaceae је фамилија јужноамеричког дрвећа, која обухвата само једну врсту, Aextoxicon punctatum. Ова врста позната је под индијанским именом tique, или шпанским olivillo и aceitunillo. Ендемит је валдивијских кишних шума умереног подручја, као и магеланских субполарних шума, у централним и јужним областима Чилеа.